# Короткая луна-рыба
Короткая луна́-ры́ба (лат. Mola ramsayi) — вид лучепёрых рыб из семейства луны-рыбы отряда иглобрюхообразных. Достигает в длину 3,3 метров.

## Описание
Тело очень высокое и короткое, по форме приближается к диску, чешуя отсутствует. Хвостовой стебель отсутствует; спинной и анальный плавники без колючек, хвостовой плавник утрачен, вместо него развита кожная складка, поддерживаемая особой пластиной (ложный хвостовой плавник, clavus). В пластине 16 тонких лучей, из которых 12 расположенных близко друг к другу колючих лучей.

## Ареал
Встречается в юго-восточной части Тихого океана, главным образом у побережья Австралии и Новой Зеландии, а также в юго-западной части Тихого океана у побережья Чили. Обнаружена в юго-восточной части Атлантического океана у южной Африки.

## Питание
Питаются преимущественно медузами, также офиурами, мелкой рыбой, планктоном, водорослями, сальпидами, моллюсками.